# 高速11号型特務艇
高速11号型特務艇（こうそくじゅういちごうがたとくむてい、英語: ASH No.11 class）は、海上自衛隊の特務艇の艦級である。

## 概要
1950年代の発足間もない海上自衛隊は、陸上・海上・航空の各自衛隊が運用する航空機が海上に墜落・不時着した際に乗員の捜索救難を目的とした救難艇として、高速1号型と高速4号型をそれぞれ建造・配備した。しかし、航空自衛隊の戦闘機が本格的に日本各地で防空任務を行うようになると、それら国産艇だけでは十分な捜索救難体制の維持に必要な隻数が不足する事態となった。そのため、日米相互防衛援助協定に基づきアメリカ合衆国から供与されたのが本級である。　　
本級はアメリカ陸軍航空軍（1947年以降アメリカ空軍）やアメリカ海軍が捜索救難用に運用していた飛行機救難艇の63フィート型であり、1958年に6隻、1959年に2隻、1961年に2隻の計10隻が供与され、海上自衛隊では自衛艦籍の「高速11号型特務艇」と称した。
供与後、海上自衛隊での艇名は「高速11号」、「高速12号」、そして「高速21号」から「高速28号」までの連番が付与されている。

## 設計
本級はいずれも63フィート型の同型艇ではあるが、供与された艇には第二次世界大戦中に竣工した艇と戦後に竣工した艇が混在していた。構造は国産艇の1号型と同様に木造であった。
設計はこの手の救難艇では一般的な配置となっており、艇体中央部に操舵室があり、その後方に遭難者を収容する救急室が設けられている。
機関にはホール・スコット製ガソリンエンジン2基を使用し、最大34ノットを発揮した。装備としては、捜索救難に必要なレーダー、方向探知機、救命ボート等を搭載した。
本級を含む海上自衛隊の救難艇型特務艇に共通する特徴として任務の性格上、視認性を高めるために艇体が白、甲板が黄、上部構造物が赤に塗装されていた。

## 運用
供与された10隻は国産艇と同様に、各地の海上自衛隊・航空自衛隊航空基地の近くに配備され捜索救難に従事したが、やがてヘリコプターによる捜索救難体制が整備されたことに伴い1971年までに全艇が除籍された。
| 艇番号 | 艇名     | 旧名       | 建造所                 | 竣工                     | 供与                        | 除籍                         |
| ------ | -------- | ---------- | ---------------------- | ------------------------ | --------------------------- | ---------------------------- |
| ASH-11 | 高速11号 | C-26650    | 不詳                   | 1944年 （昭和19年） 4月  | 1958年 （昭和33年） 7月15日 | 1968年 （昭和43年） 3月31日  |
| ASH-12 | 高速12号 | C-26635    | サウス・コースト社     | 1943年 （昭和18年） 11月 | 1959年 （昭和34年） 9月15日 | 1968年 （昭和43年） 3月31日  |
| ASH-21 | 高速21号 | R-2-1088   | 不詳                   | 1943年 （昭和18年）      | 1958年 （昭和33年） 7月15日 | 1968年 （昭和43年） 3月31日  |
| ASH-22 | 高速22号 | R-2-1164   | 不詳                   | 1943年 （昭和18年）      | 1958年 （昭和33年） 9月10日 | 1969年 （昭和44年） 3月31日  |
| ASH-23 | 高速23号 | R-37-1256  | 不詳                   | 1953年 （昭和28年）2月   | 1958年 （昭和33年） 9月10日 | 1970年 （昭和45年） 3月31日  |
| ASH-24 | 高速24号 | R-37-1254  | ハーバー・ボート工作所 | 1953年 （昭和28年）2月   | 1958年 （昭和33年） 11月4日 | 1970年 （昭和45年） 3月31日  |
| ASH-25 | 高速25号 | R-2-1082   | 不詳                   | 1943年 （昭和18年）      | 1958年 （昭和33年） 11月4日 | 1969年 （昭和44年） 3月31日  |
| ASH-26 | 高速26号 | C-36296    | 不詳                   | 1944年 （昭和19年）8月   | 1959年 （昭和34年） 6月29日 | 1969年 （昭和44年） 3月31日  |
| ASH-27 | 高速27号 | R-2-1255   | 不詳                   | 1953年 （昭和28年）2月   | 1961年 （昭和36年） 3月31日 | 1968年 （昭和43年） 3月31日  |
| ASH-28 | 高速28号 | R-37A-1338 | 不詳                   | 1955年 （昭和30年）      | 1961年 （昭和36年） 3月31日 | 1971年 （昭和46年） 10月30日 |